# Mode Gakuen Cocoon Tower
O Mode Gakuen Cocoon Tower é um arranha-céus em Tóquio, com 50 andares e 203.65 metros de altura, o que o torna o segundo maior edifício educacional do mundo, atrás do Edifício Principal da Universidade Estatal de Moscovo.
A sua forma de casulo simboliza o acolhimento dos estudantes pela instituição.